# 朴在昊
朴在昊（：／ Park Jae-ho，1959年2月13日—），大韓民國自由派政治人物，第20到21屆國會議員。